# Emil Mureșan
Emil Mureșan (Mediaș, 12 settembre 1939) è un pallanuotista rumeno.
Ha fatto parte della nazionale romena al torneo di pallanuoto dei Giochi di Tokyo 1964.
Ha vinto il bronzo alle Universiadi del 1965.